# Nectar (azienda)
Nectar è una carta fedeltà nata nel 2002 nel Regno Unito e rilasciata da un partenariato di aziende nel settore della grande distribuzione, società finanziarie, aziende petrolifere e piattaforme di acquisti on line.
Nectar venne gestita inizialmente da Loyalty Management Group, per poi essere in seguito acquisita nel 2007 da Groupe Aeroplan Inc. (ridenominata nel 2011 Aimia) e nel 2018 da Sainsbury's.

## Nectar Italia
Il 1º marzo 2010 Nectar venne lanciata anche in Italia ad opera di Groupe Aeroplan Inc. in partnership con Oney Banque Accord con la stessa formula con partner di interesse locale, al fine di fidelizzare la clientela nel settore commerciale.
Nel marzo 2013 Aimia rilevò il 25% delle quote possedute da Banque Accord, passando quindi a detenere l'intera proprietà di Nectar Italia.
Ciononostante, a seguito dell'abbandono di Auchan tra le aziende partner di Nectar Italia nel febbraio 2015, il 29 febbraio 2016 il programma fedeltà italiano di Nectar venne definitivamente chiuso.
Le aziende partner che partecipavano direttamente al programma Nectar Italia nel 2014 erano:
- Auchan
- Chiarezza.it
- Driver Center
- Hertz
- IBS.it
- IP
- Libraccio.it
- Original Marines
- Saldi Privati
- Simply Market
- Tamoil
- Unieuro
- Welcome Travel

Tramite la piattaforma Nectar.it era possibile effettuare acquisti di altri partner (in questo caso però i punti erano accreditati solo per gli acquisti on-line effettuati previo passaggio sulla piattaforma on-line) tra cui: 3M shop, Apple Store, ASOS, Beauty Privè, Bon Prix, Bottega Verde, CIAM, C&A, Calcioshop.it, Chiarezza.it, Cisalfa, Deichmann, Douglas, Ebay, Euronova, Expedia, Exxtros, Foppapedretti, Forzieri, Giglio, Groupalia, Groupon, Hertz, Hotels.com, IBS.it, Solointer, Intimissimi, Italian Flora, Juvestore, K-Way, Kamiceria, Kiehl's, Kiko, La Redoute, Lastminute.com, LetsBonus, Libraccio.it, L'Occitane, Marionnaud, Microsoft Store, Milan Store, MyWay Ticket, Oliviero, Oregon Scientific, Patrizia Pepe, Philips, Photobox, QVC, Saldiprivati.it, Sarenza.it, Sephora, Voyages-SNCF.com, Sony, Spartoo.it, Staples Mondoffice, Stefanel, Superga, Swarowski, Telecom Italia, UGG Australia, Viagogo, Viking Office Depot, Vistaprint, Zalando.it, Zooplus.it.